# Earth, Wind & Fire
Earth, Wind & Fire (ook wel EWF genoemd of The Mighty Elements of the Universe) is een Amerikaanse band die soul, funk, jazz- en discomuziek maakt – en ook verschillende muziekstijlen combineert – met prominente rollen voor percussie, blazers, kalimba, bas en zang. De band was vooral in de jaren zeventig en tachtig van de twintigste eeuw populair.

## Geschiedenis

### 1969–1972

#### Beginperiode
De band werd in 1969 in Chicago opgericht door Maurice White, voormalig sessiedrummer van het Chess-label, het songwritersduo Wade Flemons en Don Whitehead en gitarist Michael Beale. Onder de naam Salty Peppers brachten ze twee singles uit; La La Time werd een hit in het Midwesten, Uh Huh Yeah deed het minder. White (drums) en Flemons (zang, toetsen) verhuisden met Sherry Scott (zang) en Yackov Ben Israel (percussie) naar Los Angeles; Verdine White, de jongere broer van Maurice, verliet Chicago op 6 juni 1970 om zich bij de band aan te sluiten als bassist. Verdere versterking kwam van rietblazer Chester Washington, trompettist/arrangeur Leslie Drayton en trombonist Alex Thomas.
Maurice White vond Salty Peppers niet universeel genoeg klinken voor de plannen die hij met de band had en koos voor 'Earth, Wind & Fire', naar de elementen aarde, lucht en vuur in zijn horoscoop. Daarbij is Lucht (air) vervangen door het beter klinkende 'Wind'.
In die periode ging hij ook in de leer bij Charles Stepney, producer van latere EWF-albums en de eerste solo-lp van Minnie Riperton (Come to My Garden) waarop Maurice de drums voor zijn rekening nam.
In februari en november 1971 verschenen de eerste twee albums (Earth, Wind & Fire en The Need of Love; beide geproduceerd door Joe Wissert) op Warner en werd met I Think About Lovin' You een eerste r&b top 40-hit gescoord. Tussendoor nam EWF ook de soundtrack op voor de Melvin Van Peebles-film Sweet Sweetback's Baadasssss Song (uitgebracht op Stax) en bouwde de band een live-reputatie op in het universiteitscircuit; artistieke meningsverschillen maakten daar echter snel een einde aan.

#### Overstap naar Columbia/CBS
Maurice en Verdine White zaten echter niet bij de pakken neer; in 1972 richtten ze een nieuwe Earth, Wind & Fire op waarmee ze een jonger en breder publiek wilden aanspreken. Op advies van de manager rekruteerde Maurice jonge getalenteerde muzikanten in plaats van oude(re) jazzmusici; de nieuwkomers waren: Larry Dunn (toetsen), Jessica Cleaves (zang), Roland Bautista (gitaar), Ronnie Laws (sax/fluit), Ralph Johnson (zang/percussie) en Philip Bailey (zang/percussie). Warner wist echter niet wat ze met het vernieuwde EWF moesten beginnen aangezien deze platenfirma al een funkband had (Charles Wright & the Watts 103rd Street Rhythm Band).
Clive Davis van Columbia Records was wel onder de indruk toen hij de band in New York zag optreden als voorprogramma van John Sebastian, en hij nam het Warner-contract over. Op het Columbia/CBS-debuut Last Days and Time staan twee covers: Where Have All the Flowers Gone? (een door Pete Seeger geschreven nummer, dat later vertaald werd voor Marlene Dietrich als Sag mir, wo die Blumen sind) en Breads Make It with You.

### 1973–1975

#### Het begin van een succesformule
Voorjaar 1973 verscheen Head to the Sky, het laatste album dat door Joe Wissert is geproduceerd. Ronnie Laws en Roland Bautista waren vervangen door saxofonist Andrew Woolfolk (voormalig klasgenoot van Philip Bailey) en gitaristen Al McKay (ex-Watts 103rd Street) en Johnny Graham. De singles waren single Evil – een vocale versie van een twee jaar oude instrumental – en het titelnummer; beiden haalden de r&b top 60. Naar aanleiding van het succes van Evil, maar ook omdat sommige nummers een lage stem nodig hadden werd Maurice White (tenor) leadzanger naast Philip Bailey (falsetto). Broer Fred (die bij Donny Hathaway en Little Feat had gespeeld) nam de drumstokken over.
Na het vertrek van Jessica Cleaves ging de band de studio in om met producer/songwriter Charles Stepney Open Our Eyes op te nemen.  Op single verschenen Mighty Mighty (goed voor een 29e plaats in de poplijsten) en het spiritueel getinte Devotion.

#### Doorbraak
1974 was een druk jaar voor de band met een optreden op 6 april op het California Jam-festival, een openluchtfestival met 200.000 bezoekers op het California Speedway terrein en een samenwerking met Ramsey Lewis op diens album Sun Goddess. EWF speelde in dat jaar in een speelfilm de rol van een band die wordt ontdekt door Coleman Buckmaster (gespeeld door Harvey Keitel) en die tijdens hun eerste plaatopname met de keerzijde van de muziekindustrie wordt geconfronteerd: That's the Way of the World, geproduceerd door Sig Shore.
De film verscheen in 1975 maar werd geen succes; in tegenstelling tot de vooraf uitgebrachte soundtrack waarvan Shining Star en het titelnummer (That's the Way of the World) hits werden. EWF werd de eerste zwarte act die tegelijkertijd de Billboard single- en albumlijsten aanvoerde en bleef vanaf toen jaren aan de top.
That's the Way of the World betekende ook het begin van het gebruik van Egyptische symbolen en piramiden op platenhoezen, kleding en podiumdecoratie. Tijdens tournees kon men onder andere het volgende aanschouwen: Verdine White die tijdens zijn bassolo's door middel van trucage in een horizontale positie werd gebracht en mid air bleef doorspelen; de finale waarbij de bandleden in een piramide verdwenen die daarna uiteenklapte. Deze tournees werden geregisseerd door Doug Henning en diens assistent David Copperfield. George Faison tekende voor de choreografie.
Op het podium, maar ook in de studio, werd EWF door The Phenix Horns begeleid; deze blazerssectie bestond uit Donald Myrick (saxofoon), Louis 'Lui lui' Satterfield (trombone), Michael Harris (trompet) en Rahmlee Michael Davis (trompet).
De band toerde door Europa als voorprogramma van Santana en deed daarbij op 11 oktober 1975 de Rotterdamse Ahoy aan. Ondertussen verscheen de live-dubbelaar Gratitude waarvoor enkele nieuwe nummers waren opgenomen, zoals Sing a Song en Can't Hide Love. Gratitude stond drie weken op nummer 1 in de pop- en r&b-lijsten en leverde de Phenix Horns hun eerste credits op. EWF werd door lezers van het muziekblad Downbeat uitgeroepen tot beste rock/blues-groep.

### 1976–1979

#### Hoogtijdagen
Eind 1975 zette Maurice White z'n eigen productiemaatschappij op: Kalimba Productions, vernoemd naar de Afrikaanse duimpiano die hij bij Ramsey Lewis had leren spelen en die op veel nummers van Earth Wind & Fire te horen is. Onder deze vlag schreef en produceerde White voor onder andere Deniece Williams (ex-achtergrondzangeres van Stevie Wonder) en The Emotions, een trio dat tussen 1969 en 1974 gecontracteerd stond bij Stax. Op hun debuutalbums bij Columbia (respectievelijk This Is Niecy en Flowers) speelden diverse EWF-leden mee, inclusief de Phenix Horns en de producer zelf.
Ondertussen was de band zelf ook bezig met een nieuwe plaat, maar op 17 mei 1976 stierf Charles Stepney op 43-jarige leeftijd aan een hartaanval. Maurice White nam de productie over en het in oktober verschenen Spirit werd aan Stepney opgedragen. De rij hits werd voortgezet met Getaway (een nummer van buitenaf dat door Verdine White werd meegenomen naar de band) en Saturday Nite.
EWF toerde door Zuid-Amerika en deed daar inspiratie op voor All 'n All dat in november 1977 uitkwam en dat de hits Serpentine Fire, Jupiter en Fantasy voortbracht; in Amerika leverde het drievoudig platina op en twee Grammy Awards.
Speciaal voor de Bee Gees-film Sgt. Pepper's Lonely Hearts Club Band werd een coverversie opgenomen van het Beatlesnummer Got to Get You into My Life; de film flopte maar EWF hield er wel weer een hit aan over (nummer 1 in de r&b-lijst, nummer 9 in de Billboard top 100) en een Grammy.
Maurice White en het management zetten een nieuw platenlabel op (het door CBS te distribueren ARC) en twee opnamestudio's in Los Angeles (George Massenburg/ARC en The Complex). Op 23 november 1978 werd de eerste Best Of (The Best of Earth Wind & Fire, Vol. 1) uitgebracht (vijf keer platina); hierop staat naast het eerder genoemde Got to Get You into My Life ook de nieuwe single September en nog een derde nieuwe track, Love Music.
Ook Philip Bailey hield zich bezig met nevenprojecten; hij produceerde de eerste twee platen van Kinsman Dazz (de latere Dazz Band die in 1985 een Nederlandse hit scoort met Let It All Blow) waarvoor hij ook de zangpartijen arrangeerde.
Op 10 januari 1979 was EWF te zien tijdens het Unicef-gala concert; er werden twee nummers gespeeld (September en That's the Way of the World) waarvan een werd afgestaan aan de bewuste kinderrechtenorganisatie. Daarna toerde de band door Europa en Japan; de Ahoy-concerten op 15 en 16 maart werden opgenomen voor de Soulshow van Ferry Maat.
Op 16 juli 1979 verscheen I Am dat samen met All 'n All als de beste EWF-plaat wordt beschouwd. De grootste hit hiervan werd het door Maurice White en Al McKay geproduceerde Boogie Wonderland waarop de Emotions meezongen. Dit nummer, volgens Verdine White "een echte four on the floor", werd door de discogeneratie omarmd maar men waakte ervoor om als discoband te worden beschouwd.
De overige singles waren Star, Can't Let Go, In the Stone (in 1986 het themanummer van het door Dieuwertje Blok gepresenteerde filmprogramma VARA's filmnieuws) en de met een Grammy bekroonde ballad After the Love Has Gone (nummer 2 in Amerika).
De band leek op latere albums nog pogingen te ondernemen om ballads te schrijven die in veel opzichten doen denken aan After the Love Has Gone, maar die het niveau en succes van dit nummer niet meer evenaarden. De ballad After the Love Has Gone is overigens geschreven door meestergitarist en componist Jay Graydon uit Los Angeles samen met de Canadese meestercomponist David Foster, en Bill Champlin van de band Chicago. Deze hit bereikte nummer 2 op the Billboard Hot 100 singles chart.

### 1980–1983

#### Nieuwe wegen
In oktober 1980 kwam EWF voor het eerst sinds Gratitude weer met een dubbelaar; hoewel Faces geen onverdeeld succes was, leverde het toch een gouden plaat op. Toen Maurice in 2007 naar zijn favoriete EWF-plaat werd gevraagd, antwoordde hij "Faces; omdat we in vorm waren, samen speelden en van de gelegenheid gebruik maakten om nieuwe wegen in te slaan".
Singles afkomstig van dit album zijn onder andere Let Me Talk, Back on the Road en And Love Goes On. Vlak na de verschijning verliet Al McKay de band voor een carrière als producer; Roland Bautista keerde terug als gitarist en bracht hardrock-invloeden met zich mee.
Phil Collins bezocht een van de Europese EWF-concerten en vroeg de Phenix Horns om mee te werken aan zijn solodebuut Face Value; naar aanleiding van dit succes waren ze ook te horen op onder andere No Reply At All en Paperlate van het Genesis-album Abacab. Ook daarna bleven de Phenix Horns met Collins werken; het nummer Saturday Nights and Sunday Mornings van But Seriously uit 1989 werd later gebruikt als herkenningstune van de talkshow Barend & Van Dorp.

#### De elektronische albums
In het najaar van 1981 verscheen het album Raise! (goed voor platina) waarop gebruik werd gemaakt van de vocoder; de singles zijn Let's Groove, I've Had Enough en het met een Grammy bekroonde Wanna Be with You.
Voor de Raise!-tournee werd een geheel nieuwe podium-act bedacht met veel lasertechnieken. Op 26 en 27 februari 1982 stond EWF met deze spectaculaire show in de Ahoy. Een verkorte concertregistratie van een van deze shows in de VS werd later op VHS (en daarna op dvd) uitgebracht onder de titel In Concert.
In het voorjaar van 1983 bracht EWF het in veel opzichten op Raise! gelijkende album Powerlight uit met de singles Fall in Love with Me, Side by Side en Spread Your Love. Voor de soundtrack van de tekenfilm Rock & Rule werd het nummer Dance Dance Dance opgenomen.
Nog datzelfde jaar verscheen Electric Universe; dit album, waarvan Magnetic de eerste single is, werd zowel artistiek als commercieel een flop door het rock-georiënteerde geluid en de prominente aanwezigheid van synthesizers (die de afwezige Phenix Horns vervingen). Maurice White gaf toe dat er sprake was van haastwerk en Electric Universe ging de geschiedenis in als de meest gedateerde EWF-plaat.

### 1984–1986

#### Soloprojecten
Begin 1984 ging EWF – tijdelijk, zoals later zou blijken – uit elkaar; diverse leden waren toen al bezig met soloprojecten.
- Verdine White was achter de schermen werkzaam als songschrijver en clipregisseur; ook promootte hij de toenmalige generatie funkbands (Troublefunk en E.U.). Tevens nam hij samen met toetsenist Larry Dunn de productie van het Level 42-album Standing in the Light voor zijn rekening.
- Philip Bailey bracht al in juni 1983 zijn eerste solo-album uit; Continuation werd geproduceerd door George Duke en bevat duetten met Deniece Williams en Sister Sledge. Eind 1984 verscheen de opvolger Chinese Wall waaraan de Phenix Horns meewerkten. Het album  werd geproduceerd door Phil Collins die ook meezong op de eerste single Easy Lover. Het leverde een wereldhit op en een MTV Award. Inside Out, de eerste van drie gospelplaten, bracht daar geen vervolg op.
- Maurice White bracht in 1985 z'n enige solo-album uit waarmee hij bewees ook in zijn eentje als EWF te kunnen klinken. De pers maakte een vergelijking met Lionel Richie na diens vertrek uit de Commodores. Het titelloze album werd vertegenwoordigd door de Ben E. King-cover Stand by Me (nummer 6 in de r&b-chart) en I Need You.

Verder produceerde Maurice platen van Neil Diamond (Headed for the Future; goed voor goud), Barbra Streisand (het met platina bekroonde Emotion) en Cher.

### 1987–1993

#### Return of the Elements
In mei 1986 verscheen de verzamelaar (The Collection), en naar aanleiding van dit succes werd Maurice White en Philip Bailey gevraagd om EWF weer bijeen te brengen; een win-winsituatie volgens CBS.
Bijgestaan door oudgedienden Verdine White (die overigens niet op het album speelde) en Andrew Woolfolk, alsmede nieuwkomers Sheldon Reynolds (zang/gitaar), Sonny Emory (drums), de EWF Horns (saxofonist Gary Bias, trompettist Ray Brown en trombonist Reggie Young) en vlak daarna ook Ralph Johnson brachten ze in 1987 Touch the World uit. Van deze gouden plaat (nummer 33 in de Billboard top 100) werd System of Survival de eerste single; het nummer was geschreven door een zekere Skylark, waarvan niet bekend is of het nu om David Foster of de latere Doobie Brothers-bassist gaat. Het verhaal doet de ronde dat de tekst en muziek voor dit nummer zouden zijn achtergelaten, geklemd onder de ruitenwissers van de auto van Maurice White.
Eind 1988 verscheen de tweede Best Of (The Best of Earth Wind & Fire, Vol. 2) en kwam de band naar Nederland voor een concert. In 1989 kwam Philip Bailey’s tweede gospelalbum uit: Triumph, bekroond met een Grammy.

#### Vertrek bij CBS en terugkeer naar Warner
Begin 1990 verscheen Heritage waarmee gepoogd werd een brug te slaan naar de swingbeat-generatie – de boyband The Boys (die eind 1988 met Dial My Heart scoorden) en de rapper MC Hammer verleenden hun medewerking, maar ook tijdgenoot Sly Stone. Heritage sloeg niet aan bij het swingbeat-publiek, en ook de fans van EWF zaten er niet op te wachten. De band weigerde om nog zo'n plaat te maken en vertrok na 17 jaar bij CBS.
EWF keerde terug naar Warner en nam het album Millennium op dat in september 1993 verscheen en enigszins doet denken aan de vertrouwde EWF-sound. De single Sunday Morning werd met een Grammy bekroond. Op het album staat ook het overduidelijk door Prince geschreven Superhero, waarvan Maurice White in een interview zei: "De samenwerking met Prince verliep prima: we hebben elkaar nooit gezien". 1993 is ook het jaar waarin Don Myrick op 30 juli bij vergissing werd doodgeschoten door de politie doordat een aansteker die hij in zijn hand had, werd aangezien voor een pistool, en waarin Wade Flemons op 13 oktober in Battle Creek, Michigan aan kanker overleed.

### 1994–1999

#### Vertrek van Maurice White
In 1994 werd EWF in de NAACP Hall of Fame opgenomen, en op 15 september 1995 kwam de oorspronkelijke bezetting weer bijeen voor de onthulling van een ster op de Hollywood Walk of Fame. "We hebben dit aan onze trouwe fans te danken", zei Maurice die overigens verstek liet gaan bij de volgende tournee.
In 1996 werd duidelijk waarom: hij leed aan de ziekte van Parkinson. Maar in plaats van in zijn ziekte te berusten bleef Maurice actief vanuit zijn eigen studio in Santa Monica, Los Angeles waar hij teksten schreef en muziek produceerde voor EWF en andere artiesten. Bij optredens nam vanaf dat moment Philip Bailey niet alleen de bandleidersrol over maar ook een groot deel van de lagere zangpartijen.
In 1997 verscheen op Pyramid Records het album In the Name of Love, dat geen succes werd – het optreden op Montreux Jazz wel; het werd opgenomen op dvd en een jaar later stond de band er weer. Ook het Live by Request-concert uit 1999 verscheen op dvd. In Nederland werd gescoord met een remix van September. Deze remix gemaakt door het Britse duo Phats & Small werd Dancesmash op Radio 538. Op 23 november 1999 stond de band in Ahoy in een dubbelprogramma met Barry White.

### 2000–2011

#### 2000
Op 6 maart 2000 werd EWF in de Rock & Roll Hall of Fame opgenomen. Na een inwijdingsspeech van rapster Lil' Kim trad de band voor het eerst in twintig jaar weer in de succesbezetting op. Ze speelden Shining Star en That's the Way of the World. Plannen voor een permanente reünie van deze bezetting liepen echter stuk. Philip Bailey, Verdine White, Ralph Johnson en de EWF-horns gingen verder met sessiemuzikanten waaronder Philips vrouw Kristal Bailey (ooit achtergrondzangeres bij de Isley Brothers).
Al McKay bracht met zijn All Stars de Earth Wind & Fire Experience; in deze band speelden ook de overgebleven Phenix Horns Michael Harris en Rhamlee M. Davis (inmiddels solo gegaan). De Al McKay All Stars speelden vooral het jaren 70-werk van EWF toen Al zelf nog teksten schreef (onder andere Singasong en September).
Onder de naam Devoted Spirits bracht Sheldon Reynolds een tribute-album uit waarop ook eigen nummers staan. Larry Dunn en diens opvolger Morris Pleasure verleenden hun medewerking.
Op 20 juni en 21 augustus speelde EWF voor de Marokkaanse koning Mohammed VI en prinses Lalla Meryem; de eerste avond vond plaats tijdens een staatsbezoek aan de VS, de tweede op het verjaardagsfeest van de vorst.

#### 2001–2002
In 2001 verscheen de door Kathryn Arnold geschreven dvd-biografie Shining Stars: The Official Story of Earth Wind & Fire – de band gaf op 13 september 2001 - twee dagen na de terroristische aanslagen - een benefietconcert voor het Rode Kruis (opbrengst: $25,000).
In 2002 – het jaar waarin een van de befaamde Zuid-Amerikaanse optredens uit Rio de Janeiro uit 1980 op cd verscheen onder de titel Live in Rio / Rio After Dark – werd op 24 februari de sluitingsceremonie van de Olympische Winterspelen in Salt Lake City opgeluisterd en ontvingen de heren op 17 juni in het Beverly Hilton Hotel de Rhythm & Soul Award; deze werd uitgereikt door producer Jimmy Jam, Marylin Bergman (voorzitster van de stichting ASCAP) en Stevie Wonder.

#### 2003-2004; The Promise
In 2003 werd EWF opgenomen in zowel de Vocal Group Hall of Fame als in de Hollywood Rock Walk (7 juli). Na al deze lauweringen verscheen dan eindelijk een nieuw album: The Promise ontving lovende kritieken, niet in de laatste plaats omdat het de vertrouwde EWF-sound liet horen. De Emotions zongen mee op onder andere het kalimbarijke All in the Way en Angie Stone op Wonderland. Het nummer Where Do We Go from Here was oorspronkelijk voor I Am bedoeld. The Promise haalde de 19e plaats in de r&b/hip-hop-hitlijst en het nummer Hold Me werd genomineerd voor een Grammy Award.
Hoewel ze dat jaar de prijs niet wonnen, bracht EWF (inclusief Maurice White) samen met OutKast, Robert Randolph & the Family Band en Parliament Funkadelic tijdens de bewuste uitreiking op 8 februari 2004 een eerbetoon aan de funk. De band speelde Shining Star en jamde met Outkast tijdens hun EWF-achtige hit The Way You Move.
Op 20 maart stond de band in het Arnhemse Gelredome stadion. Daarna verschenen drie albums waaraan (leden van) EWF hun medewerking verleenden – op Power of Soul: A Tribute to Jimi Hendrix (8 mei) wordt Voodoo Child (Slight Return) gecoverd, op Queen Latifah's The Dana Owens Album (28 september) zijn EWF-blazers Gary Bias en Bob Burns jr. te horen, en samen met Kenny G coverde de band The Way You Move van Outkast voor diens album At Last ... The Duets (23 november).
Ondertussen tekende EWF een exclusief contract bij Sanctuary Records, het label van Mathew Knowles (vader van zangeres Beyoncé) – vooruitlopend op een nieuwe plaat verscheen de single Show Me the Way die voor een Grammy werd genomineerd.
Op 11 december 2004 werd in het Wilton Theater (Los Angeles) de eerste Grammy Jam (vergelijkbaar met MTV Icon) aan EWF gewijd; artiesten zoals Stevie Wonder, Yolanda Adams, Sheila E., Miri Ben-Ari, George Duke, Kanye West en Randy Jackson brachten nummers van de Elements ten gehore. Ook Pamela Anderson, Mathew Knowles, Jimmy Jam & Terry Lewis, Tim Allen, Prince, Nick Cannon en Suzanne de Passe maakten hun opwachting. Het jaar werd afgesloten met een optreden in Dick Clark's New Year's Rockin Eve.

#### 2005; live dvd en Illumination
Op 19 januari 2005 waren EWF en Kenny G te gast in de talkshow van Jay Leno met het op single uitgebrachte The Way You Move.
Op 6 februari 2005 gaven EWF en de Black Eyed Peas een opwarmconcert voor de Super Bowl XXXIX in Jacksonville, Florida; ze speelden Shining Star en Where Is the Love? In maart was de band voor het eerst in Rusland te zien.
Op 28 juni verscheen de dvd-registratie van de dubbeltournee met de rockgroep Chicago. Geheel volgens dit concept traden ze zowel apart als samen op. Live at the Greek Theatre haalde na twee maanden de platinastatus en was aanleiding voor een tweede reeks gezamenlijke optredens.  De live-versies van After the Love Has Gone en Chicago's If You Leave Me Now, respectievelijk gezongen door Bill Champlin en Philip Bailey, waren ook te vinden op de verzamelaar Love Songs van Chicago.
Op 18 september schitterden EWF en de Black Eyed Peas tijdens de openingsact van de 57e Emmy Awards; twee dagen later werd het nieuwe album Illumination wereldwijd uitgebracht. Naast de Black Eyed Peas werkten ook andere artiesten daaraan mee; Jimmy Jam & Terry Lewis, Raphael Saadiq, Brian McKnight, Floetry, Kelly Rowland (Destiny's Child), Big Boi (Outkast) en Musiq Soulchild.
Het album werd lovend ontvangen door zowel de diehard-fans als door de muziekpers – het heeft een goede balans van oud en nieuw. Behalve dat de muziek de bestaande fans aansprak, bracht het Earth, Wind & Fire ook onder de aandacht bij de nieuwe generatie. De Mighty Elements waren nog steeds springlevend en weer helemaal "in". Volgens Philip Bailey, had EWF "sinds 20 jaar niet meer zo in de belangstelling gestaan".
Illumination (met de single Pure Gold) werd nummer 8 in de r&b/hip-hop-hitlijsten en nummer 32 in de Billboard top 200.
Een week nadat het album was uitgekomen, overleed Phenix-trombonist Louis Satterfield, en speciaal voor het kerstalbum Sounds of the Season: The NBC Holiday Collection schreven Maurice White, Philip Bailey en David Foster het nummer Gather Round.

#### 2006 en 2007
Begin 2006 toerde EWF door Japan en op 7 mei werd Ahoy Rotterdam aangedaan. Maurice White sloeg de handen ineen met Maurice Hines (broer van de overleden zanger-danser-acteur Gregory Hines) voor de Broadway-musical Hot Feet; naast diverse EWF-klassiekers waren er ook nieuwe, exclusieve, nummers te horen die Maurice White samen met Allee Willis schreef.
Tijdens de Grammy Awards-uitreiking op 11 februari 2007 vertolkte EWF Runaway Love samen met Mary J. Blige en de rapper Ludacris. Op 27 maart verscheen het door Maurice geproduceerde tribute-album Interpretations: Celebrating the Music of Earth Wind & Fire; hierop waagden onder andere Chaka Khan, Kirk Franklin, Lala Hathaway, Mint Condition en Angie Stone zich aan nummers van de 'Elements'. That's the Way of the World (vertolkt door Dwele) en Fantasy (in de uitvoering van Meshell Ndegeocello) werden genomineerd voor een Grammy.
Tijdens een speciale uitzending van American Idol op 25 april bracht EWF een medley van Boogie Wonderland, Shining Star en September ten gehore. Op 11 december 2007 was de band in Oslo voor het concert ter gelegenheid van de uitreiking van de Nobelprijs voor de Vrede; dit optreden werd uitgezonden in meer dan honderd landen.

#### 2008
In 2008 ging de tournee Beyond the Elements van start – op 20 februari verrichtte EWF de aftrap van het internationaal songfestival van Viña del Mar in Chili; dit werd door het publiek beloond met de Zilveren Meeuw (Gaviota de Plata) voor het beste optreden van het festival. Op 14 maart stond de band in het GelreDome.
Op 18 mei kregen Philip Bailey, Ralph Johnson en de gebroeders White een eredoctoraal van het Columbia Arts & Media College in Chicago. Na toespraken van Verdine en Philip zong het viertal Shining Star.
Op 25 augustus speelde EWF tijdens de openingsceremonie van de US Open 2008. In november 2008 kreeg Verdine White tijdens de prijsuitreiking van het maandblad Bass Player een oeuvreprijs; deze werd hem uitgereikt door Nathan East, voormalig bassist bij Eric Clapton en Phil Collins.

#### 2009 en 2010
In 2009 speelde EWF op het Governors' Dinner in het Witte Huis (president Obama en z'n echtgenote Michelle zijn EWF-fans). Later dat jaar lanceerde Verdine White een zonnebrillenlijn. Gedurende de zomer ging EWF weer op tournee met Chicago om geld in te zamelen voor de voedselbank. Ter promotie verscheen een single waarop ze elkaars werk speelden (Can't Let Go en Wishing You Were Here) maar ook samen een nieuw nummer (het door EWF geschreven You) ten gehore brachten.
In 2010 verleenden Philip Bailey, Verdine White en Ralph Johnson hun medewerking aan een nieuwe versie van We Are the World voor de slachtoffers van de Haïti-ramp. In juli 2010 kwam EWF voor de derde keer naar het North Sea Jazz Festival.
Eind 2010 speelde Earth, Wind & Fire samen met een volledig orkest in de Hollywood Bowl. Een dvd-release lag in de lijn der verwachtingen, maar heeft nog niet plaatsgevonden.

#### 2011: 40 jaar EWF
In 2011 bestond Earth, Wind & Fire 40 jaar. In dit jubileumjaar gaf de band meerdere optredens en een daarvan was op 7 januari: een speciaal concert – op de Monster Cable Retailer Awards Show – met allerlei gasten. Zo speelden Sheila E. en Stevie Wonder mee met de band. Stevie Wonder zong hierbij mee op het "doorbraaknummer" Shining Star. Zangeres/percussioniste Sheila E versterkte de toch al uitgebreide ritme-sectie. Maurice White was hierbij ook aanwezig in de zaal en liet zich verleiden een klein stukje op de kalimba te spelen. Earth Wind & Fire gaf op hun beurt acte de présence op het laatste album van de E-family, en zijn te horen in het nummer Peace & Joy.
Het optreden van EWF op de Monster Cable show resulteerde in een samenwerking tussen de twee waaruit een lijn oortelefoons met EWF-logo voortvloeide, luisterend naar de naam Gratitude.
In 2011 was de band druk bezig een nieuw album samen te stellen. In 2011 werd een verzamelbox uitgebracht onder de naam The Columbia Masters: een verzameling van achttien schijfjes die de albums bevatten die bij Columbia zijn uitgebracht. Daaraan is toegevoegd een schijf met nog niet eerder uitgebracht materiaal met als naam Constellations: The Universe of Earth, Wind & Fire – deze bevat onder andere enkele nummers van de Touch the World-sessies die nog niet eerder waren uitgebracht, enkele instrumentale nummers en nummers die Maurice White als producer heeft opgenomen met artiesten zoals Barbra Streisand en Neil Diamond.
In november 2011 kwam EWF met een nieuw nummer Guiding Lights: een midtempo-nummer waarop Larry Dunn op keyboard te horen is, meer dan 25 jaar na zijn vertrek uit de band. Dit nummer was de voorbode van het album Now, Then & Forever waarvan de verschijningsdatum een paar keer werd uitgesteld.

### 2012–heden

#### 2012-2013; Now, Then & Forever
Earth, Wind & Fire wisselde in 2012 studiodagen – om opnamen voor het volgende album Now, Then & Forever te maken – af met tournees. In maart en april was de band in Azië en Oceanië voor een serie concerten in onder andere Thailand, Maleisië, Indonesië, Australië en Nieuw-Zeeland. Ook in Amerika trad de band veelvuldig op, met een ruim 80-koppig orkest. Onder de naam Eternity bracht de band ook een "over-ear"-variant uit van hun Gratitude-oortelefoontjes.
Op 24 juni 2013 bracht Earth, Wind & Fire de nieuwe single My Promise uit. Dit was na Guiding Lights de tweede single van het nieuwe album Now, Then & Forever. Oorspronkelijk zou dit album in 2012 uitgebracht worden maar Bailey, White en Johnson waren niet tevreden en gingen opnieuw aan de slag in de studio. 
Vervolgens verscheen er nog een aantal nummers:; naast het eerder genoemde Guiding Lights en My Promise waren dat Dance Floor en Sign On. 
Uiteindelijk werd Now, Then & Forever op 10 september 2013 uitgebracht als dubbel-cd. De eerste schijf bevat een compilatie van de favoriete EWF-tracks van beroemdheden. De tweede schijf bestaat uit circa tien tracks; naast de eerdergenoemde singles zijn dat onder andereRush en Whirlwind. Behalve Larry Dunn heeft ook Allee Willis haar medewerking verleend aan dit album. Willis is bekend van de grootste EWF-hit Boogie Wonderland die ze voor de band schreef. 
Wat dit album vooral duidelijk maakte was dat Earth, Wind & Fire met een aantal nummers terug wil naar de sound waarmee ze bekend geworden zijn in de jaren 70 en 80.

#### 2014-2015; Kerstalbum
EWF maakte slechts een ultrakorte Europese tournee met vier optredens in Engeland in de zomer van 2014. Nederland werd deze keer overgeslagen omdat Al McKay in dezelfde periode in Nederland toerde met zijn Allstars en de show 'Earth, Wind & Fire Experience'.
In oktober 2014 bracht de band hun allereerste kerstalbum uit onder de titel Holiday. Het is een verzameling bekende kerstliedjes maar dan met een duidelijke EWF-twist. Philip Bailey zingt afwisselend met zijn falsetto-stem en zijn diepere tenor. Opvallend is dat de cd erg funky klinkt voor een kerstalbum en de kenmerkende blazers zijn veelvuldig te horen. Als extra gimmick zijn de nummers Happy Feelings uit 1975 en September uit 1978 omgedoopt in Happy Seasons en December inclusief gewijzigde arrangementen. In het laatstgenoemde nummer is de originele zang van Maurice White uit 1978 te horen.
In 2015 toerde EWF met Chicago.

### 2016-heden

#### 2016; Overlijden Maurice White
In 2016 kwam Maurice White op 74-jarige leeftijd te overlijden; hij kreeg een postume onderscheiding tijdens de Grammy Awards. Die zomer toerde de band weer langs de Europese festivals met concerten op Glastonbury en North Sea Jazz.

#### 2017-2020
Op 7 december 2019 werd EWF geëerd met een tribute-concert in de Kennedy Center.
In 2020 traden Philip Bailey, Ralph Johnson en Verdine White op tijdens de Grammy Salute to Prince welke artiest vier jaar eerder kwam te overlijden; ze vertolkten de albumtrack Adore van Sign o' the Times. Datzelfde jaar speelde de band mee op het kerstalbum van zangeres Meghan Trainor.

#### 2021
In augustus 2021 bracht EWF met zanger Lucky Daye een nieuwe versie uit van Can't Hide Love, ditmaal onder de titel You Want My Love.

#### 2022
In april 2022 overleed saxofonist Andrew Woolfolk, 71 jaar oud.

#### 2023-2024
Op 1 januari 2023 overleed drummer Frederick Eugene 'Freddie' White, 67 jaar oud. In de zomer toerde EWF samen met Lionel Richie door Amerika. Datzelfde jaar verscheen het album Jaguar II van zangeres Victoria Monét waaraan de band meewerkte; het nummer Hollywood, waarin ook Monet's dochter Hazel te horen is, werd genomineerd voor een Grammy-award.
In maart 2024 won EWF een rechtszaak die het een jaar eerder had aangespannen tegen de tributeband Earth Wind & Fire Legay Reunion; deze bestaat uit voormalige sessiemuzikanten bestond in plaats van originele leden. In de zomer ging EWF weer op tournee met Chicago.

## Earth Wind & Fire Experience feat. Al McKay Allstars
In 1980 verliet gitarist-zanger-componist Al McKay Earth, Wind & Fire. Hij was het niet eens met de muzikale richting waarin Maurice White de band leidde en met de zeer geringe inbreng van de bandleden op albums. Hij ging meer tijd besteden aan de opvoeding van zijn zoon. Eind jaren 80 begon het weer te kriebelen en richtte hij de LA Allstars op. Daartoe behoorden aanvankelijk ook EWF-leden Verdine White, Ralph Johnson, Andrew Woolfolk en Johnny Graham. De eerste drie sloten zich echter weer bij EWF aan. De LA Allstars bestond uit zeer getalenteerde musici uit verschillende beroemde bands als Rufus, Tower of Power en Chicago.
Later is de band omgedoopt tot Al McKay Allstars, naar zijn oprichter. De band treedt alleen live op met de show 'The Earth, Wind & Fire Experience' en bracht in 2012 het livealbum Live in Europe uit (er bestaan ook bootlegs 'Live at Mt Fuji Jazz Festival' en 'Live in Zagreb'). Een aantal jaren daarvoor verscheen het studioalbum Al Dente. Daarop staat een aantal remakes van EWF-nummers en een aantal eigen composities. De versie van Evil is de highlight van dit album. Al McKay heeft wél plannen voor een nieuw studioalbum maar er is nog niets concreet. Wel bracht de band in 2016 de single Heed the Message uit, als een voorloper op het nog uit te komen album.
Er is bij concerten vaak verwarring bij bezoekers – die geen groot fan zijn – of het nu om de originele Earth, Wind & Fire gaat of de 'Earth, Wind & Fire Experience' van Al McKay.

## Discografie

### Albums met hitnotering
| Album met eventuele hitnotering(en) in de Nederlandse Album Top 100 | Datum van verschijnen | Datum van binnenkomst | Hoogste positie | Aantal weken | Opmerkingen |
| ------------------------------------------------------------------- | --------------------- | --------------------- | --------------- | ------------ | ----------- |
| Millennium                                                          | 1993                  | 25-09-1993            | 29              | 7            |             |
| Plugged In and Live                                                 | 1996                  | 18-08-1997            | 90              | 4            |             |
| In the Name of Love                                                 | 1997                  | 23-08-1997            | 78              | 4            |             |
| The Dutch Collection                                                | 1999                  | 11-09-1999            | 27              | 13           |             |

### Overige albums
- Earth, Wind & Fire (1970, Warner Bros.)
- The Need of Love (1972, Warner Bros.)
- Last Days and Time (1972, Columbia)
- Head to the Sky (1973, Columbia)
- Open Our Eyes (1974, Columbia)
- That's the Way of the World (1975, Columbia)
- Gratitude (1975, Columbia)
- Spirit (1976, Columbia)
- All 'n All (1977, Columbia)
- I Am (1979, ARC)
- Faces (1980, ARC)
- Raise! (1981, ARC)
- Powerlight (1982, Columbia)
- Electric Universe (1983, Columbia)
- Touch the World (1987, Columbia)
- Heritage (1990, Columbia)
- Millennium (1993, Warner)
- In the Name of Love (1997, Pyramid Records)
- The Promise (2003, Kalimba Records)
- Illumination (2005, Sanctuary Records)
- Now, Then & Forever (verschijningsdatum 10 september 2013, Sony)

Ook zijn er enkele albums uitgebracht die nummers bevatten die nooit eerder te horen waren, met zowel live- als studiotracks:
- The Eternal Dance (met nooit eerder uitgebrachte studio- en livetracks)
- Live in Rio (live opgenomen in Rio de Janeiro, 1980, en in Europa uitgebracht onder de titel Rio After Dark)
- That's the Way of the World: ALive in '75 (live opgenomen op diverse locaties tijdens hun tournee in 1975)

### Singles
| Single met eventuele hitnotering(en) in de Nederlandse Top 40 | Datum van verschijnen | Datum van binnenkomst | Hoogste positie | Aantal weken | Opmerkingen                                       |
| ------------------------------------------------------------- | --------------------- | --------------------- | --------------- | ------------ | ------------------------------------------------- |
| Shining Star                                                  | 1975                  | 14-06-1975            | 23              | 5            |                                                   |
| Sing a Song                                                   | 1975                  | 17-01-1976            | 23              | 5            |                                                   |
| Fantasy                                                       | 1978                  | 25-02-1978            | 6               | 13           |                                                   |
| Got to Get You into My Life                                   | 1978                  | 23-09-1978            | 32              | 3            |                                                   |
| September                                                     | 1978                  | 13-01-1979            | 18              | 7            |                                                   |
| Boogie Wonderland                                             | 1979                  | 19-05-1979            | 4               | 12           | met The Emotions                                  |
| After the Love Has Gone                                       | 1979                  | 18-08-1979            | 20              | 6            |                                                   |
| Star                                                          | 1979                  | 27-10-1979            | 9               | 9            |                                                   |
| And Love Goes On                                              | 1981                  | 04-04-1981            | 21              | 6            | Alarmschijf                                       |
| Let's Groove                                                  | 1981                  | 31-10-1981            | 5               | 9            |                                                   |
| Fall in Love with Me                                          | 1983                  | 22-01-1983            | 11              | 7            | Alarmschijf                                       |
| Magnetic                                                      | 1983                  | 03-12-1983            | 10              | 6            | Alarmschijf                                       |
| System of Survival                                            | 1987                  | 14-11-1987            | 15              | 5            |                                                   |
| Sunday Morning                                                | 1993                  | 02-10-1993            | 25              | 4            |                                                   |
| September '99                                                 | 1999                  | 31-07-1999            | 12              | 9            | Remix met Phats & Small / Dancesmash op Radio 538 |

| Single met hitnotering(en) in de Vlaamse Ultratop 50 | Datum van verschijnen | Datum van binnenkomst | Hoogste positie | Aantal weken | Opmerkingen |
| ---------------------------------------------------- | --------------------- | --------------------- | --------------- | ------------ | ----------- |
| September '99                                        | 1999                  | 28-08-1999            | 32              | 7            |             |

### Dvd's
- In Concert (live opgenomen in 1981)
- Shining Stars - The Official Story of Earth, Wind & Fire (een rockumentary over de geschiedenis van de band)
- Live in Japan (1990)
- Live (1994)
- Live in Montreux (1997/1998)
- Live from New York (1997)
- Live at the Greek Theatre (samen met Chicago)
- The Eternal Vision (bevat diverse videoclips)

| Dvd's met hitnoteringen in de DVD Top 30 | Datum van verschijnen | Datum van binnenkomst | Hoogste positie | Aantal weken | Opmerkingen |
| ---------------------------------------- | --------------------- | --------------------- | --------------- | ------------ | ----------- |
| Live by Request                          | 2002                  | 13-04-2002            | 8               | 3            |             |
| Live                                     | 1994                  | 15-03-2003            | 17              | 3            |             |
| The Collection                           | 2004                  | 03-04-2004            | 14              | 1            |             |

### NPO Radio 2 Top 2000
| Nummers met noteringen in de NPO Radio 2 Top 2000 | '99  | '00 | '01  | '02  | '03  | '04  | '05  | '06  | '07  | '08  | '09  | '10  | '11  | '12  | '13  | '14  | '15  | '16  | '17  | '18 | '19 | '20 | '21  | '22 | '23  | '24  |
| ------------------------------------------------- | ---- | --- | ---- | ---- | ---- | ---- | ---- | ---- | ---- | ---- | ---- | ---- | ---- | ---- | ---- | ---- | ---- | ---- | ---- | --- | --- | --- | ---- | --- | ---- | ---- |
| After the Love Has Gone                           | 1390 | -   | 1037 | 1215 | 1783 | 1685 | 1676 | 1788 | 1704 | 1672 | 1452 | 1355 | 1580 | 1362 | 1559 | 1409 | 1741 | 1991 | 1988 | -   | -   | -   | -    | -   | -    | -    |
| Boogie Wonderland (met The Emotions)              | 601  | 879 | 692  | 678  | 1164 | 1048 | 1153 | 1036 | 1165 | 1055 | 1002 | 916  | 1084 | 620  | 584  | 569  | 650  | 595  | 543  | 683 | 947 | 838 | 800  | 971 | 1009 | 1351 |
| Fantasy                                           | 163  | 180 | 201  | 230  | 305  | 279  | 317  | 355  | 355  | 304  | 286  | 205  | 327  | 326  | 347  | 381  | 358  | 366  | 370  | 479 | 530 | 474 | 524  | 582 | 492  | 550  |
| Let's Groove                                      | -    | -   | -    | -    | -    | -    | -    | -    | -    | -    | -    | -    | -    | -    | -    | -    | -    | -    | -    | -   | -   | -   | 1851 | -   | -    | -    |
| September                                         | 550  | 764 | 814  | 689  | 833  | 854  | 1043 | 813  | 1109 | 885  | 875  | 687  | 793  | 472  | 290  | 279  | 243  | 147  | 149  | 117 | 170 | 154 | 176  | 202 | 193  | 230  |
| Shining Star                                      | 1747 | -   | -    | -    | -    | -    | -    | -    | -    | -    | -    | -    | -    | -    | -    | -    | -    | -    | -    | -   | -   | -   | -    | -   | -    | -    |
| Star                                              | 1533 | -   | 1410 | 1696 | 1824 | -    | -    | -    | 1889 | -    | -    | -    | -    | -    | -    | -    | -    | -    | -    | -   | -   | -   | -    | -   | -    | -    |

1. ↑  Een '-' betekent dat het nummer niet was genoteerd en een vetgedrukt getal geeft de hoogste notering van een nummer aan.

## GewonnenGrammy Awards
- 1975 met Shining Star
- 1978 met Runnin' (instrumentaal) en All 'n All (vocaal)
- 1979 met Boogie Wonderland (instrumentaal) en After the Love Has Gone (vocaal)
- 1982 met Wanna Be with You